# Ansgar Kirke (Flensburg)

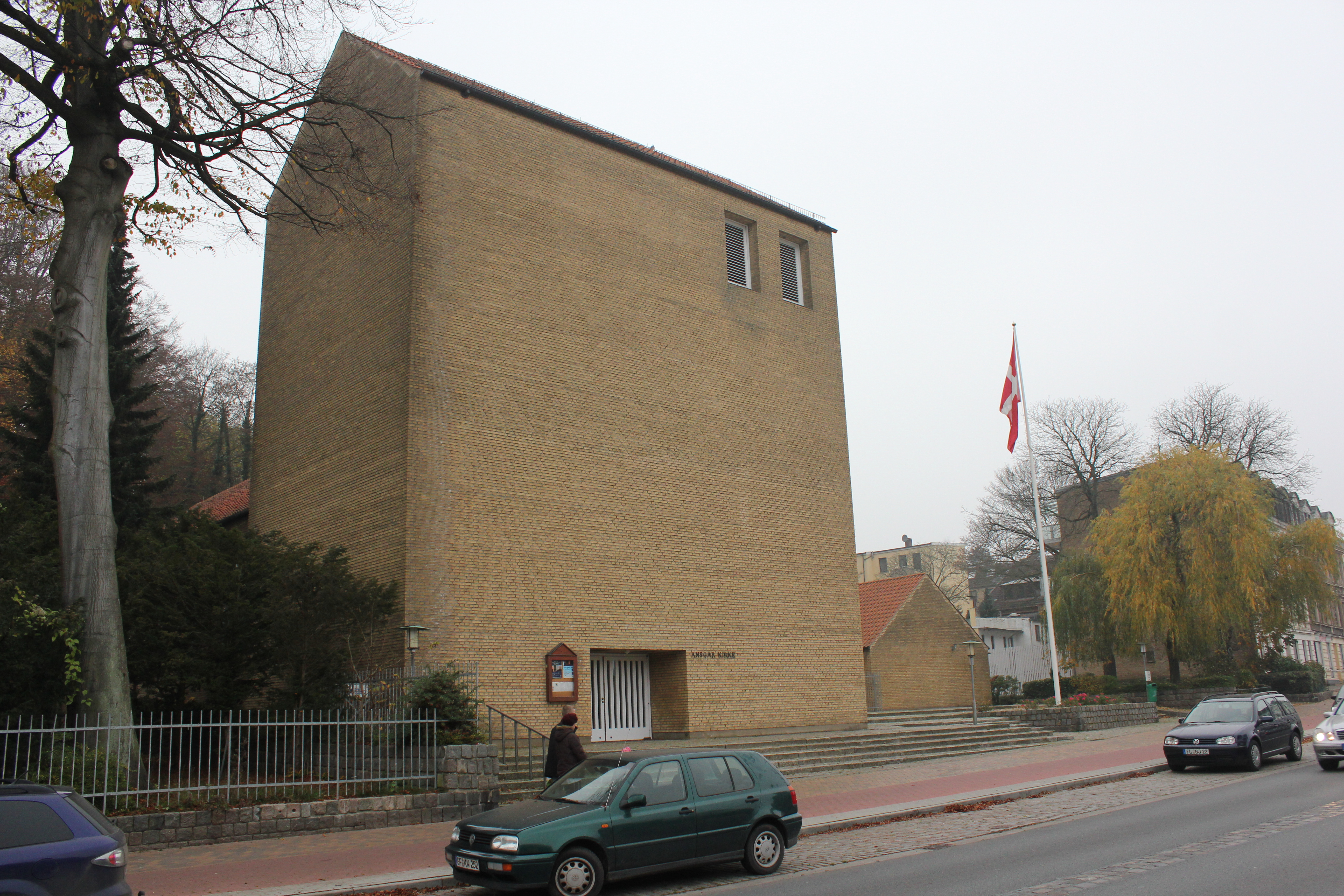
Ansgar Kirke von 1968 in der Flensburger Nordstadt (2011)

Die Ansgar Kirke (deutsch Ansgarkirche) ist ein Kirchengebäude der  evangelisch-lutherischen Dänischen Kirche in Südschleswig (dänisch Dansk Kirke i Sydslesvig) im nördlichen Flensburg. Die Kirche ist nach dem Missionar Ansgar benannt.
Sie ist nicht mit der älteren römisch-katholischen St.-Ansgar-Kirche im Flensburger Stadtteil Mürwik zu verwechseln.

## Gebäude
Der Bau der Kirche und des benachbarten Gemeindezentrums wurde 1966 begonnen und konnte bereits nach zwei Jahren abgeschlossen werden, so dass die Kirche im November 1968 eröffnet werden konnte. Hinter dem Bau stand der dänische Architekt Kay Fisker. Das Gebäude ist schlicht und ohne äußere Verzierungen errichtet worden. Der massive Kirchturm ist der Notmark Kirke auf der dänischen Insel Als nachempfunden. Auch der Innenraum ist relativ schlicht gestaltet und wurde der Ketting Kirke auf Als nachempfunden. Zentral ist der Altar und die ihn umgebende Altarschranke (alterskranke). Die Kirche steht seit Januar 2007 unter Denkmalschutz.

## Orgel
Die Orgel wurde 1968 von der Orgelbauwerkstatt P. Bruhn angefertigt. Das Instrument verfügt über 21 Register auf zwei Manualen und Pedal. Die von dem Professor für Orgel Aksel Andersen aufgestellte Disposition lautet:
| I Hauptwerk C–g3 |               |    |
| 1.               | Principal     | 8′ |
| 2.               | Spilflöte     | 8′ |
| 3.               | Oktav         | 4′ |
| 4.               | Gedaktflöte   | 4′ |
| 5.               | Oktav         | 2′ |
| 6.               | Mixtur III–IV |    |
| 7.               | Trompet       | 8′ |

| II Schwellwerk C–g3 |                |       |
| 8.                  | Spitzgamba     | 8′    |
| 9.                  | Rohrgedakt     | 8′    |
| 10.                 | Viola di Gamba | 4′    |
| 11.                 | Rohrflöjte     | 4′    |
| 12.                 | Querflöte      | 2′    |
| 13.                 | Quint          | 1 ⁄3′ |
| 14.                 | Scharf II–III  |       |
| 15.                 | Oboe           | 8′    |
|                     | Tremulant      |       |

| Pedalwerk C–f1 |               |     |
| 16.            | Subbass       | 16′ |
| 17.            | Principal     | 8′  |
| 18.            | Gedackt       | 8′  |
| 19.            | Gedacktpommer | 4′  |
| 20.            | Oktav         | 2′  |
| 21.            | Fagot         | 16′ |

## Gemeinde
Die Gemeinde wurde 1948 gegründet, sie ging unmittelbar aus der dänischen Gemeinde Flensburgs (Den danske Menighed i Flensborg) hervor. Das Pastorat umfasst das gesamte nördliche Flensburg sowie die zu Harrislee gehörenden Orte Wassersleben (Sosti), Kupfermühle (Kobbermølle) und Niehuus (Nyhus).